# Поповцы
Поповцы — обобщённое название представителей старообрядческих согласий, имеющих священство. В конце XVII — первой половине XIX веков существовало в основном в виде беглопоповства.
В 1846 году с присоединением к беглопоповцам Босно-Сараевского митрополита Амвросия (Поповича) возникла Белокриницкая иерархия, в настоящее время Русская Православная Старообрядческая Церковь.
В 1920-х годах к беглопоповству присоединился обновленческий епископ Николай (Позднев), став во главе беглопоповцев, в настоящее время беглопоповцы называются Русская Древлеправославная Церковь.
Некоторые беглопоповские согласия в течение XIX и XX веков по причине невозможности приёма беглых священников превратились в фактических беспоповцев, среди них часовенное и лужковское согласия, а также хатники, возникшие в Причерноморье. Кроме того некоторые согласия имели ещё внутренние разделения.

## Беглопоповские согласия
- Керженское согласие (кон.17 — кон. 18 в.)[2]
- Онуфриевское согласие «Аввакумовщина» (кон. 17 — нач. 18 в.)
- Софонтиевцы (ныне Часовенное согласие; нач. 18 в. — наст. время)
- Дьяконовское согласие (нач. 18 в. — нач. 20 в.)[3]
- Ветковское согласие (нач. 18 в. — нач. 20 в.)[4]
- Епифановское согласие (1730-е гг. — сер. 19 в.)[5]
- Лужковское согласие (1820-е гг. — наст. время)[6]
- Рогожское согласие (ныне Белокриницкое согласие, РПСЦ; 1770-е — наст. время)[7]
- Тульское согласие (2-я пол. 19 в.)
- Бугровское согласие (кон. 19 в. — нач. 20 в.) (ныне Русская древлеправославная церковь)
- Беловодское согласие (Беловодская иерархия), (кон. 19 в. — нач. 20 в.)
- Хатники (нач. 20 в. — наст. время)

## Поповские согласия в настоящее время
- Белокриницкая иерархия. Учреждена в 1846 году, в настоящее время состоит из трёх автокефалий:
Русская православная старообрядческая церковь (РПСЦ, Митрополия Московская и всея Руси; Москва, митрополит Корнилий (Титов)); 8 епископов, более 250 приходов.
Древлеправославная церковь Украины (Киев, архиепископ Никодим (Ковалёв)); 55 приходов, 3 монастыря.
Древлеправославная старообрядческая церковь Румынии (Белокриницкая митрополия; Брэила (Румыния), митрополит Леонтий (Изот)); 6 епископов, около 80 приходов.
- Русская древлеправославная церковь (Новозыбковское согласие, беглопоповцы, РДЦ). Учреждена в 1923 году. В 2003 году учреждён Московский патриархат (Москва, патриарх Александр (Калинин)); 7 епископов, около 70 приходов.
Славяно-Грузинская древлеправославная церковь (Грузинская древлеправославная церковь, СГДЦ). Учреждена в конце 1990-х гг.(?), отделилась от РДЦ, воссоединилась с РДЦ (Грузия, архиепископ Павел); 3(?) епископа, около 5 приходов[8].
- Древлеправославная церковь России (апполинариевцы). Отделилась от РДЦ в 1999 году (Москва, Курск, епископ Аполлинарий); 3 епископа, около 10 приходов. Присоединилась к РПСЦ в 2017 г.[9]
- Древлеправославная церковь Христова Белокриницкой иерархии (ДЦХБИ). Отделилась от РПСЦ в 2007 году[10][11]; 1 епископ, около 5—6 приходов.
- Древлеправославная Церковь Керженского Согласия[12]
- Некоторые единоверцы (старообрядцы в юрисдикции Русской православной церкви) считают себя отдельным поповским согласием, приемлющим священство, рукоположенное по дораскольному чину архиереями-новообрядцами. В настоящее время известно более 40 единоверческих приходов[13].